# 378
378 (CCCLXXVIII) var ett normalår som började en måndag i den julianska kalendern.

## Händelser

### Februari
- Mitten av februari – Lentienserna korsar den frusna Rhen och invaderar därmed Romarriket.

### Maj
- Maj – Lentienserna besegras av Gratianus i slaget vid Argentovaria.

### Augusti
- 9 augusti – Visigoternas rytteri besegrar romerska legioner, ledda av kejsar Valens, i slaget vid Adrianopel och får året därpå bostäder av kejsar Theodosius I. Valens stupar, tillsammans med två tredjedelar av armén.

### Okänt datum
- Valens har under året färdigställt den akvdedukt i Konstantinopel, som hade påbörjats av kejsar Konstantin den store.
- Gregorius Nazianzus utnämns till biskop av Konstantinopel.
- Theodosius I blir östromersk kejsare efter Valens död.
- Påven Damasus I anklagas för otrohet men frikänns av kejsar Gratianus.
- Siyah K'ak' börjar ersätta mayakungar med släktingar till Spjutkastande Ugglan, kejsare av Teotihuacan.
- Beduindrottningen Mavias krig mot Rom.

## Födda
- Germanus av Auxerre, biskop av Auxerre

## Avlidna
- 9 augusti – Valens, romersk kejsare (stupad i slaget vid Adrianopel)
- Khui Ningomba, Meiteisk kung av Manipur